# Leichtathletik-Europameisterschaften 1971/20 km Gehen der Männer

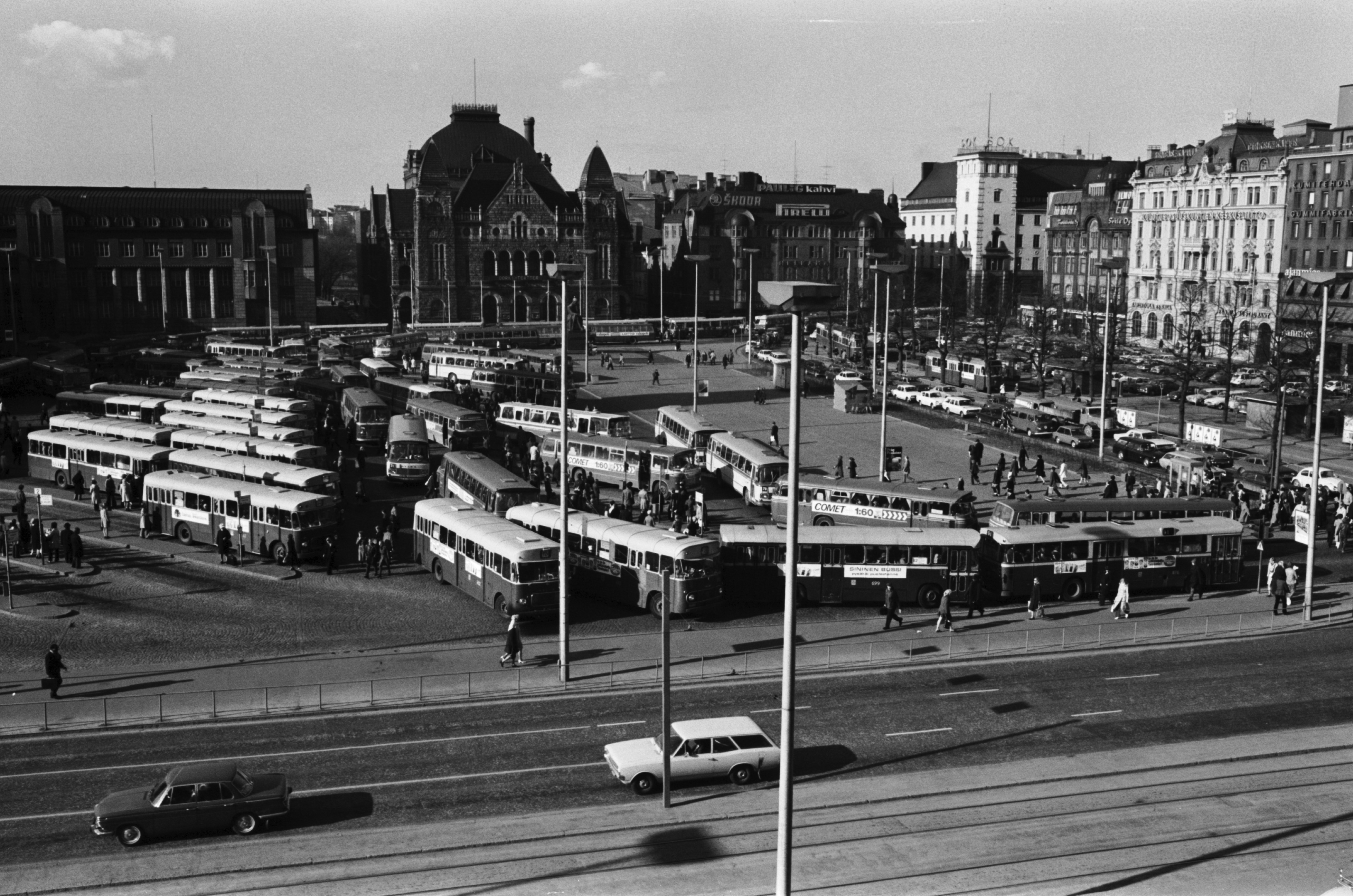
Der Bahnhofsplatz (Rautatientori) von Helsinki im Jahr 1971

Das 20-km-Gehen der Männer bei den Leichtathletik-Europameisterschaften 1971 wurde am 10. August 1971 in den Straßen Helsinkis ausgetragen.
Europameister wurde der Olympiadritte von 1968 und EM-Dritte von 1969 Nikolai Smaga aus der Sowjetunion. Er gewann vor dem DDR-Geher Gerhard Sperling. Bronze ging an den britischen Titelverteidiger Paul Nihill.

## Rekorde / Bestleistungen
Anmerkung:

Rekorde wurden damals im Marathonlauf und Straßengehen wegen der unterschiedlichen Streckenbeschaffenheiten mit Ausnahme von Meisterschaftsrekorden nicht geführt.

### Bestehende Rekorde / Bestleistungen
| Weltbestzeit         | 1:25:22 h   | Gennadi Agapow | Leningrad, Sowjetunion (heute St. Petersburg, Russland) | 21. Juli 1968   |
| Europabestzeit       | 1:25:22 h   | Gennadi Agapow | Leningrad, Sowjetunion (heute St. Petersburg, Russland) | 21. Juli 1968   |
| Meisterschaftsrekord | 1:29:25,0 h | Dieter Lindner | EM in Budapest, Ungarn                                  | 30. August 1966 |

### Rekordverbesserung
Der sowjetische Europameister Nikolai Smaga verbesserte den bestehenden EM-Rekord um 2:04,8 min auf 1:27:20,2 h. Zur Welt- und Europabestzeit fehlten ihm 1:58,2 min.

## Durchführung
Hier gab es keine Vorrunde, alle 22 Geher traten gemeinsam zum Finale an.

## Ergebnis

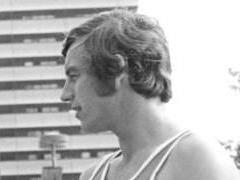
Hans-Georg Reimann (Foto: 1976), EM-Fünfter 1969, kam
auch diesmal auf den fünften Platz

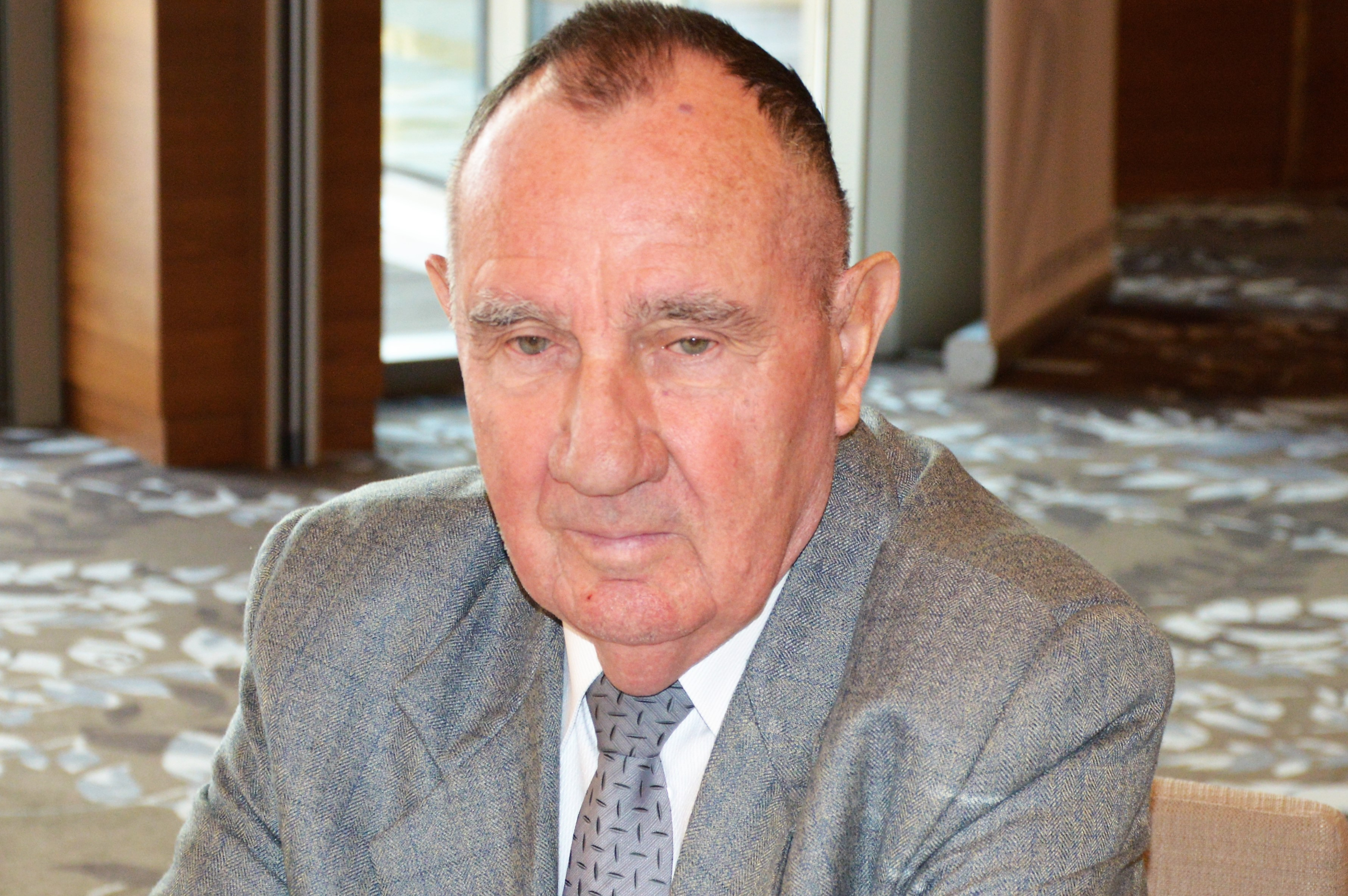
Antal Kiss (Foto: 2013) erreichte Platz elf

10. August 1971
| Platz | Name               | Nation         | Zeit (h)     |
| ----- | ------------------ | -------------- | ------------ |
| 1     | Nikolai Smaga      | Sowjetunion    | 1:27:20,2 CR |
| 2     | Gerhard Sperling   | DDR            | 1:27:29,0    |
| 3     | Paul Nihill        | Großbritannien | 1:27:34,8    |
| 4     | Peter Frenkel      | DDR            | 1:27:52,8    |
| 5     | Hans-Georg Reimann | DDR            | 1:28:56,8    |
| 6     | Phil Embleton      | Großbritannien | 1:29:31,6    |
| 7     | Borys Jakowlew     | Sowjetunion    | 1:29:49,4    |
| 8     | Jauhen Iutschanka  | Sowjetunion    | 1:31:32,2    |
| 9     | Bernd Kannenberg   | BR Deutschland | 1:32:06,4    |
| 10    | Pasquale Busca     | Italien        | 1:32:44,2    |
| 11    | Antal Kiss         | Ungarn         | 1:33:15,4    |
| 12    | Charles Sowa       | Luxemburg      | 1:34:15,6    |
| 13    | Charles Sutherland | Großbritannien | 1:34;15,0    |
| 14    | Andor Antal        | Ungarn         | 1:35:09,6    |
| 15    | Sándor Fórián      | Ungarn         | 1:35:24,2    |
| 16    | Kåre Moen          | Norwegen       | 1:35:28,2    |
| 17    | Jan Ornoch         | Polen          | 1:35:33,4    |
| 18    | Stefan Ingvarsson  | Schweden       | 1:36:17,2    |
| 19    | Hans Tenggren      | Schweden       | 1:36:54,8    |
| 20    | Wilfried Wesch     | BR Deutschland | 1:37:39,4    |
| 21    | Jan Rolstad        | Norwegen       | 1:39:14,8    |
| 22    | Kjell Lund         | Norwegen       | 1:40:28,6    |

## Video
- EUROPEI DI HELSINKI 1971 MARCIA 20 KM SMAGA, youtube.com, abgerufen am 27. Juli 2022